# Черемха (станция)
Черемха (пол. Czeremcha) — узловая товарно-пассажирская железнодорожная станция в селе Черемха в гмине Черемха, в Подляском воеводстве Польши. Имеет 3 платформы и 5 путей.
На станции расположен железнодорожный пограничный переход Черемха-Высоколитовск на белорусско-польской границе.